# Herrada de Landsberg
Herrada de Landsberg (castell de Landsberg, regió del Baix Rin, aprox. 1125-1130 - abadia de Hohenburg, 25 de juliol de 1195) fou una monja alsaciana, escriptora enciclopèdica i il·lustradora, que es va proposar documentar «tot el coneixement humà» adquirit fins aleshores i, així, escrigué la primera enciclopèdia feta per una dona.

## Biografia
Filla d'una noble família alsaciana, es va fer religiosa de molt jove i va restar tota la seva vida a l'abadia de Hohenburg, situada a uns 15 km d'Estrasburg. N'era abadessa des de l'any 1167. L'any 1187 va crear un hospital annex al convent, del qual va ser directora, i va treballar-hi fins a la seva mort l'any 1195.

## L'Hortus Deliciarum
Cap a l'any 1165, Herrada havia començat entre els murs del seu convent l'obra per la qual seria coneguda, l'Hortus deliciarum o Jardí de les Delícies. Es tracta d’un compendi de totes les ciències estudiades a la seva època, incloent-hi la teologia, i que inicialment anava dirigida a les altres monges del convent. Diu en el prefaciː
| « | Jo mateixa, l'abella petita, vaig compondre aquest llibre titulat Jardí de les Delícies, i vaig extreure de la saba de les diverses flors de la Sagrada Escriptura i d'obres filosòfiques, inspirades per Déu, i el vaig construir pel meu amor per tu, en certa manera un rusc ple de mel per a l'honor i la glòria de Jesucrist i de l'Església. | » |

En aquesta obra Herrada detalla la batalla entre la virtut i el vici amb unes imatges visuals especialment viscudes que precedeixen el text.
La seva obra, com és esperable en la literatura del segle xii, no és excessivament original, ja que és una recopilació dels coneixements de l'època sobre matèries tan diverses com les següents: agricultura, història, astronomia, geografia, filosofia, filologia, art i botànica mèdica, però mostra una escriptura molt elaborada.
Una de les parts més atractives de la seva obra són les 336 il·lustracions intensament acolorides que guarneixen el text. Moltes en són representacions simbòliques de temes teològics, filosòfics i literaris; algunes són històriques i d'altres representen escenes relacionades amb la seva experiència personal, com una il·lustració en la qual es veuen les seves companyes religioses o una representació de l'Infern que podria haver servit d'inspiració a Dante per la similitud amb la descripció que en fa a La divina comèdia. La tècnica d'algunes il·lustracions ha estat molt apreciada en quasi tots els àmbits artístics per la seva originalitat. La poesia que acompanya les cites d'escriptors de l'antiguitat i d'autors pagans també ha contribuït a la fama d'Herrada.

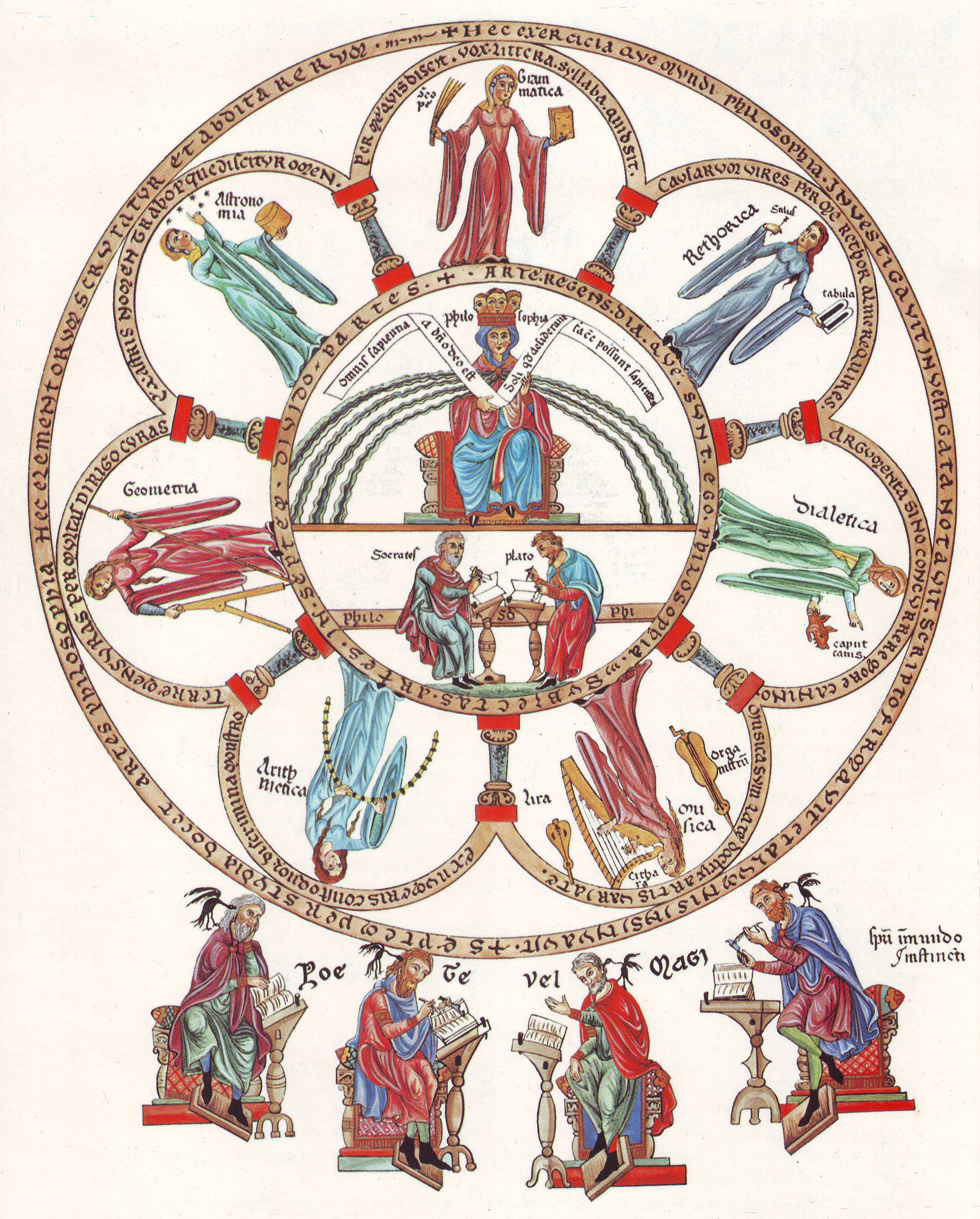
La filosofia i les set arts liberals, tal com s'il·lustren a lHortus deliciarum

La seva importància musical rau en el fet que és una de les primeres fonts de polifonia originades en un convent. Almenys uns 20 textos de cançons,  composicions monòdiques en l'estil del cant gregorià, amb notació pneumàtica, formen part del manuscrit. D'aquestes, es conserven amb música intacta: Primus parens hominum, una cançó monofònica, i una obra polifònica, Sol oritur occansus.
Les seves fonts principals eren la Bíblia, els pares de l'Església, les obres d'autors laics de l'època i les dels clàssics grecoromans i àrabs. No hi ha aportacions originals d'Herrada excepte els poemes dedicats a les seves monges i els himnes que s'havien d'entonar als oficis religiosos, que constitueixen una de les primeres partitures de música polifònica. Quant al vessant més científic, Herrada parla de la inversió del clima als antípodes i de la divisió del món en dues zones fredes, dues temperades i dues tropicals. Així mateix, relacionava els vents amb els quatre elements aristotèlics —foc, aire, aigua i terra— i els quatre humors del cos humà proposats per Galè. La seva obra també incloïa una il·lustració dels signes del zodíac i una taula per determinar les dates de pasqua i nadal en un cicle de 532 anys.

## El destí del manuscrit
Després d'haver estat preservat durant segles a l'abadia de Hohenburg, el manuscrit Hortus deliciarum va passar a la biblioteca municipal d'Estrasburg durant la Revolució francesa. Allà les miniatures van ser copiades l'any 1818 per Christian Moritz (o Maurice) Engelhardt. El text fou copiat i publicat per Straub i Keller, 1879-1899. D'aquesta manera, encara que el manuscrit original fou destruït (en l'incendi de la Biblioteca d'Estrasburg l'any 1870 durant la Guerra francoprussiana), actualment se’n pot apreciar el valor artístic i literari, per mitjà d'aquelles còpies.